# Capraia Isola
Pour les articles homonymes, voir Capraia.
Pour un article plus général, voir Île de Capraia.
Capraia Isola est une commune de la province de Livourne dans la région Toscane en Italie et située sur l'Île de Capraia.

## Administration
| Période                                  | Période  | Identité            | Étiquette | Qualité |
| ---------------------------------------- | -------- | ------------------- | --------- | ------- |
| 30 mai 2006                              | En cours | Maurizio Della Rosa |           |         |
| Les données manquantes sont à compléter. |          |                     |           |         |

### Hameaux
Aucun

### Communes limitrophes

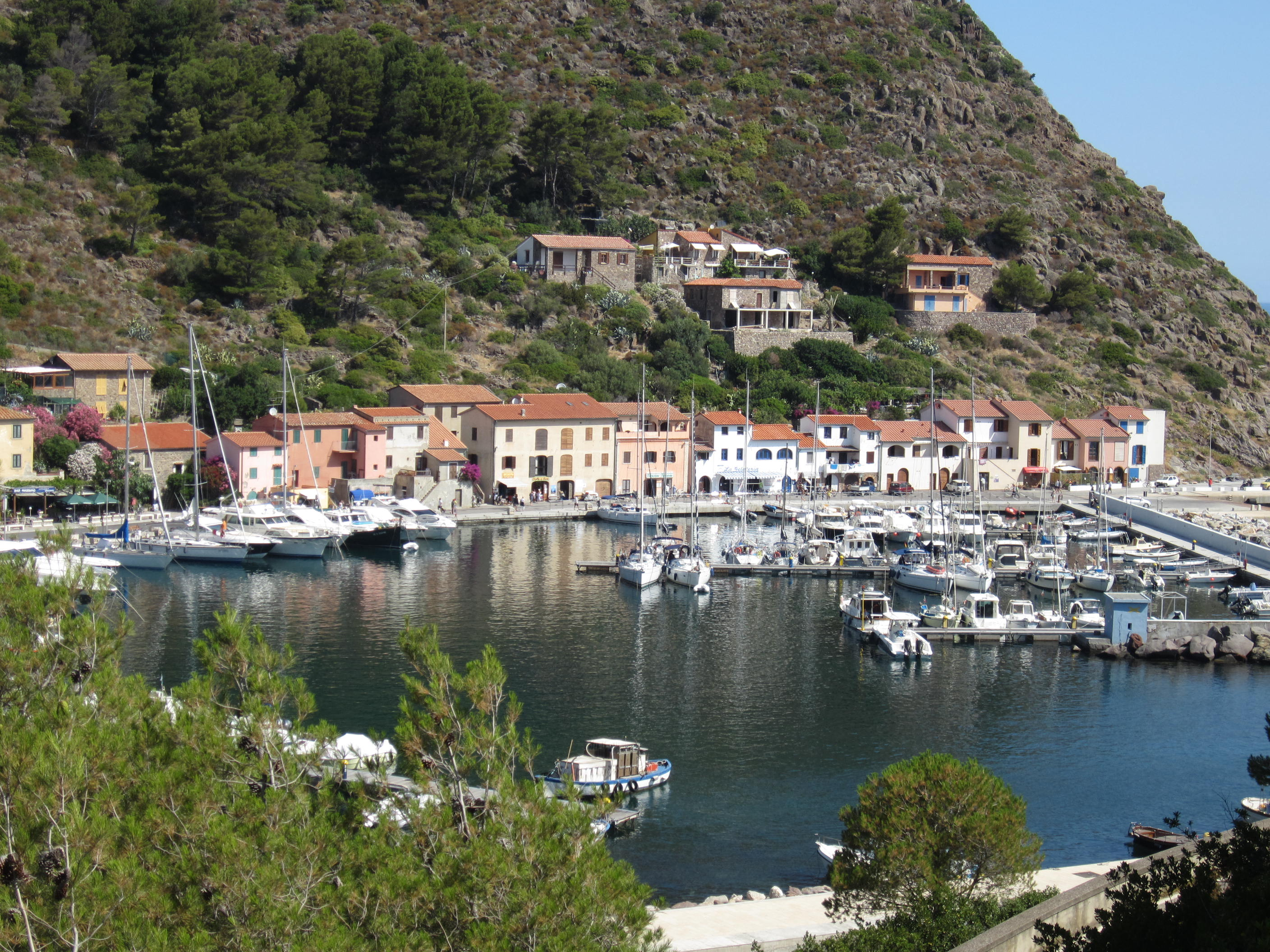
Vue du port

Aucune